# Əlincə
Əlincə – gmina (azer. bələdiyyə) i wieś (kənd) w zachodnim Azerbejdżanie, w Nachiczewańskiej Republice Autonomicznej, w rejonie Culfa, stanowiąca siedzibę wiejskiego okręgu terytorialnego (kənd ərazi dairəsi) o tej samej nazwie. Jest jedną z dwóch miejscowości, obok wsi Xoşkeşin, tworzących wiejski okręg terytorialny i gminę.
Przed 1 marca 2003 roku wieś Xoşkeşin nazywała się Xoşkeşiş (ówcześnie w wiejskim okręgu terytorialnym Xanəgah). Zmianę wprowadzono na mocy prawa nr 423-IIQ, ogłoszonego przez Prezydenta Republiki Azerbejdżanu İlhama Əliyeva. Jednocześnie, przed 19 czerwca 2009 roku miejscowość Xoşkeşin stanowiła oddzielną gminę. Na mocy prawa nr 839-IIIQ gminę Xoşkeşin połączono z gminą Əlincə.
W klasyfikacji Azərbaycan Respublikası Dövlət Statistika Komitəsi (w wolnym tłum. „Państwowy Komitet Statystyczny Republiki Azerbejdżanu”) gminie nadano unikalny kod 10606007, a wsi 10606018.